# Obra del Cincuentenario del Museo de La Plata
Obra del Centenario del Museo de La Plata (abreviado Obra Cincuecenten. Mus. La Plata) es una revista con ilustraciones y descripciones botánicas y de otras temáticas (ornitología, paleontología, etc.) que fue editada en La Plata en 2 volúmenes en los años 1935-1946, con el nombre de Obra del Cincuentenario del Museo de La Plata / Universidad Nacional de La Plata, Instituto del Museo.

## Publicación
- vol. 1 (partes 1-5), 1935-1946;
- vol. 2, 1936-1937.

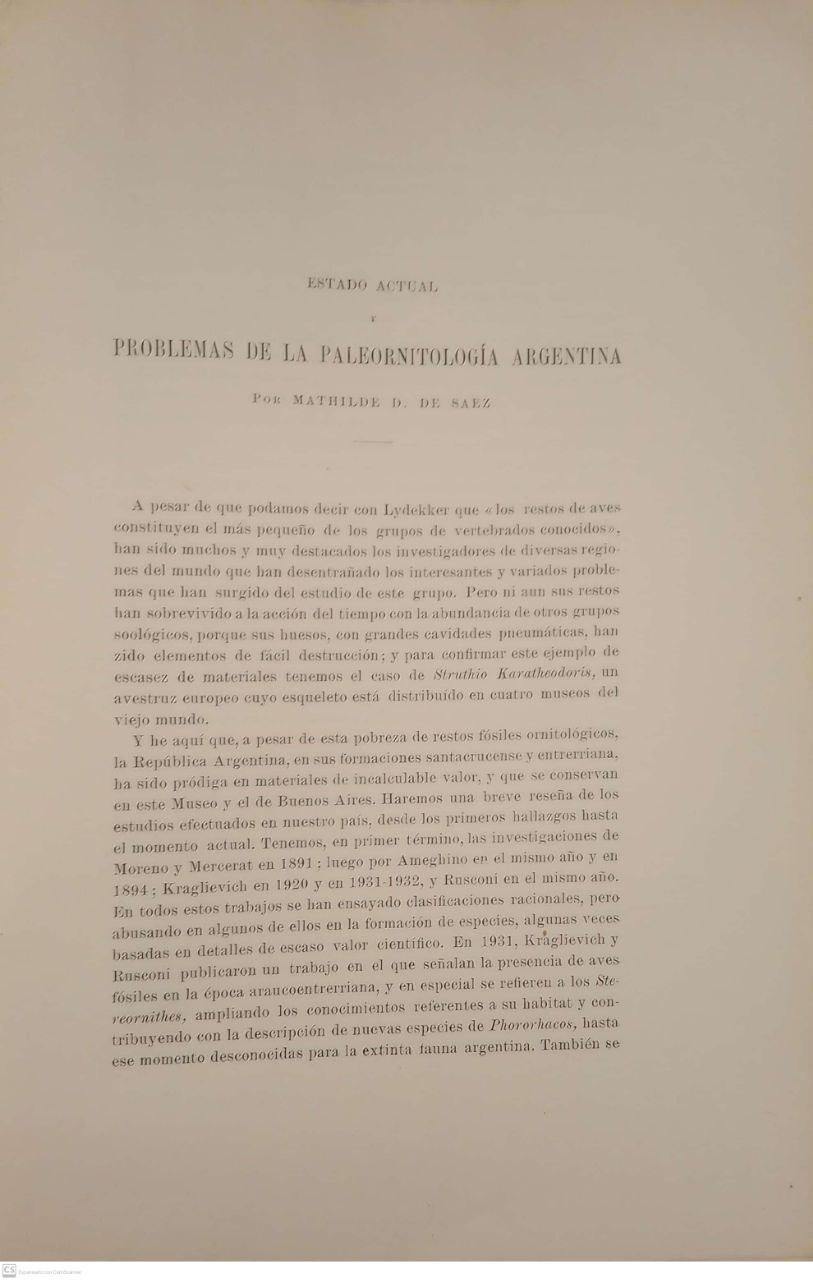
artículo de Mathilde Dogopol en el segundo volumen de la obra del cincuentenario del Museo de La Plata 1936-137.

El volumen número 1 tiene como título: Catálogo sistemático de las aves de la República Argentina / por Alfredo B. Steullet y Enrique A. Deautier